# Jonas Smitt
Jonas Smitt, född 20 maj 1836 i Nordre Land, Kristians amt, död 28 mars 1905 i Kristiania, var en norsk agronom, bror till Jacob Sverdrup Smitt.
Smitt visade som lantbruksdirektör (sedan 1877) stor duglighet och var den ledande inom lantbruksväsendet, tills Jordbruksdepartementet upprättades 1900. Han författade Norges landbrug i dette aarhundrede. Et tidsbillede (1883) och utgav sedan 1875 "Aarsberetning angaaende de offentlige foranstaltninger til landbrugets fremme". Han var 1883 en bland stiftarna av och till sin död förste ordförande i den inflytelserika föreningen Havedyrkningens venner. Han var ordförande i Akershus amts landhusholdningsselskab 1876–96 och ledamot av svenska Lantbruksakademien från 1887.